# マクベス (2015年の映画)
『マクベス』（原題: Macbeth）は、2015年にイギリス、アメリカ合衆国、フランスの3か国で製作されたドラマ映画である。監督はジャスティン・カーゼル、主演はマイケル・ファスベンダーが務めた。ウィリアム・シェイクスピアが1606年に発表した同名戯曲を原作としている。

## あらすじ
物語はマクベス夫妻の子供の葬式から始まる。夫妻は子供を失った悲しみで胸も張り裂けんばかりだった。
マクベスはダンカン王の部下として従軍し、勝利を手にしたものの、多くの部下が犠牲になってしまった。その闘いの様子を怪しげな女性3人が眺めていた。その3人は王の元へ向かうマクベスとバンクォーの前に姿を現し、マクベスには「万歳、コーダーの領主」「万歳、いずれ王になるお方」と呼びかけ、バンクォーには「将来の王の父親となられるお方」と呼びかける。2人はその意味を3人に問いただそうとしたが、3人は霧の中へと消えてしまった。
この予言が当たる過程で世にも恐ろしい悲劇が引き起こされてしまうのだった。

## キャスト
- マイケル・ファスベンダー - マクベス
- マリオン・コティヤール - マクベス夫人
- パディ・コンシダイン - バンクォー
- ショーン・ハリス - マクダフ
- ジャック・レイナー - マルカム
- エリザベス・デビッキ - マクダフ夫人
- デヴィッド・シューリス - ダンカン王
- ロス・アンダーソン - ロス、スコットランドの貴族
- デヴィッド・ヘイマン - レノックス、スコットランドの貴族
- モーリス・ローヴ - メンティス、スコットランドの貴族
- ヒルトン・マクレー - マクドンワルド
- シーラン・バクスター、リン・ケネディ、カイラ・ファロン、アンバー・リスマン - 魔女
- ロックラン・ハリス - フリーアンス、バンクォーの息子
- バリー・マーティン - 領主
- レベッカ・ベンソン - 女中
- ジェームズ・ハックネス - アンガス
- スコット・ダイモンド - シートン
- ジェラルド・ミラー - 伝令
- ショーン・ルーカス - アール
- ジェレミー・フリント - 兵士

## 製作
2014年2月6日、本作の主要撮影がスコットランドで始まった。21日にはイングランドのサリーに移って撮影が続けられた。28日、ノーサンバーランドにあるバンブラー城で200人ほどのエキストラを動員して撮影が続けられた。
スカイ島とイーリーでも本作の撮影が行われた。

## マーケティング
2014年4月18日、劇中の写真2枚が公開された。5月14日にはPR用のポスター2枚が公開された。6月4日、スタジオカナルが本作のファースト・トレイラーを公開した。8月27日、マクベスを演じるファスベンダーのポスターとマクベス夫人を演じるコティヤールのポスターの2枚が公開された。9月1日、ワインスタイン・カンパニーがアメリカ向けのトレイラーを公開した。4日には2枚の新しいポスターが公開された。

## 公開
2013年10月、ワインスタイン・カンパニーが本作の北米配給権を購入した。
本作は2015年5月に開催された第68回カンヌ国際映画祭のコンペティション部門に出品され、パルムドールを争ったが受賞には至らなかった。

## 評価
本作は批評家から高く評価されている。映画批評集積サイトのRotten Tomatoesには51件のレビューがあり、批評家支持率は90%、平均点は10点満点で7.6点となっている。サイト側による批評家の意見の要約は「映画であることの利点を損なうことなく、シェイクスピアの戯曲を忠実に映像化している。ジャスティン・カーゼル監督の『マクベス』はマイケル・ファスベンダーの魅惑的な演技のおかげで、シェイクスピア劇の映画化作品の中でも上質な作品の一つとなった。」となっている。また、Metacriticには12件のレビューがあり、加重平均値は85/100となっている。
『デイリー・レビュー』は本作に5つ星評価で3つ星半を与え、「大胆不敵な作品だ。ファスベンダーとコティヤールの演技もいい。」と高く評価しつつも、「俳優たちの台詞回しが下手で抑揚の付け方も変だ。それがこの作品の出来の良さを損ねている。」と批判している。

### 受賞
| 年   | 映画賞                             | 賞               | 対象                     | 結果       |
| ---- | ---------------------------------- | ---------------- | ------------------------ | ---------- |
| 2015 | 第18回英国インディペンデント映画賞 | 作品賞           | マクベス                 | ノミネート |
| 2015 | 第18回英国インディペンデント映画賞 | 監督賞           | ジャスティン・カーゼル   | ノミネート |
| 2015 | 第18回英国インディペンデント映画賞 | 主演男優賞       | マイケル・ファスベンダー | ノミネート |
| 2015 | 第18回英国インディペンデント映画賞 | 主演女優賞       | マリオン・コティヤール   | ノミネート |
| 2015 | 第18回英国インディペンデント映画賞 | 助演男優賞       | ショーン・ハリス         | ノミネート |
| 2015 | 第18回英国インディペンデント映画賞 | 技術賞           | マクベス                 | ノミネート |
| 2016 | 第30回全米撮影監督協会賞           | スポットライト賞 | アダム・アーカポー       | 受賞       |

## 備考
- 吉本興業が配給を行ってることもあり、吉本新喜劇による応援新喜劇が上映されている[23]。